# Faraonul (roman)
Faraonul (în poloneză Faraon) este un roman din 1897 al scriitorului polonez Bolesław Prus.